# Severo (consular da Síria)
Severo (em latim: Severus) foi um oficial romano do século IV, ativo durante o reinado do imperador Teodósio I (r. 378–395).

## Vida
Severo era um pupilo de Libânio, sobre quem escreveu uma oração difamatória; Severo não lhe pagou os honorários e foi retirado por seu pai a pedido de Libânio por má-conduta em seu segundo ano. Um ano depois, exerceu com sucesso o ofício de advogado. Em seguida, ocupou quatro ofícios: assessor ou governador de uma província egípcia; ofício desconhecido em Constantinopla; assessor ou governador da Cilícia; e governador (consular) da Síria. Nessa última posição, que ocupou antes de 393/394, teve uma discussão com Libânio.